# M'Zouda
M'Zouda  (in arabo أمزوضة‎?) è un centro abitato e comune rurale del Marocco situato nella provincia di Chichaoua, regione di Marrakech-Safi. Conta una popolazione di 23 148 abitanti (censimento 2014).